# Liliane Dorekens
Liliane Dorekens (Antwerpen, 29 oktober 1950) is een Vlaamse actrice.
Ze studeerde af aan de Studio Herman Teirlinck in 1972 bij de allereerste lichting van de kleinkunstopleiding.
In het theater speelde ze onder andere met het Theater Ivonne Lex in de productie Kroniek van een aangekondigde dood, twee seizoenen in Je Anne met het Koninklijk Ballet van Vlaanderen en in Zaterdag, zondag, maandag van het Publiekstoneel in het seizoen 2008-2009.
Ze speelde in meerdere televisiefilms en vertolkte grote rollen in de series Slisse & Cesar (Melanie) en Familie (Micheline Hoefkens). Ze had ook gastrollen in Thuis (Josée Beyers), Verschoten & Zoon (Inspectrice van het Rode Kruis) en Alexander (Mevrouw Lamoot). 
In het najaar van 2011 vertolkte ze de rol van Koppelaarster Yenthe in de musical Fiddler on the Roof naast Lucas Van den Eynde, een productie door Musical Van Vlaanderen.
In 2021 sprak Dorekens de stem en zangstem in van Abuela Madrigal voor de Vlaamse versie van de Disney film Encanto. 